# Mădălina Zamfirescu
Mădălina Maria Zamfirescu (født 31. oktober 1994) er en rumænsk håndboldspiller, som spiller for Debreceni VSC og det rumænske landshold.